# Liste der diplomatischen Vertretungen in Polen

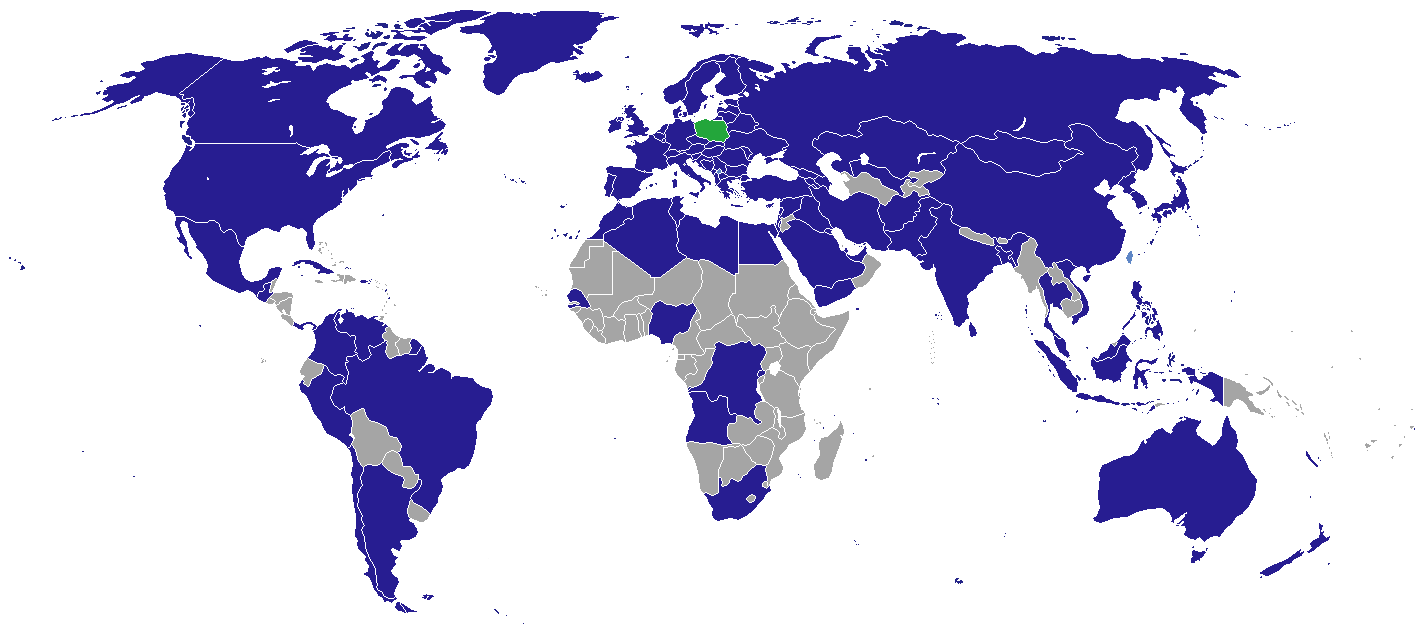
Staaten mit einer diplomatischen Vertretungen in Polen

Dies ist eine Liste der diplomatischen und konsularischen Vertretungen in Polen. Derzeit unterhalten 96 Staaten der Erde eine Botschaft gegenüber der Polnischen Regierung in Warschau. Zahlreiche andere Staaten sind über deren europäische Botschaften in Berlin, Brüssel oder andernorts auch in Polen akkreditiert.

## Diplomatische Vertretungen

### Diplomatische Vertretungen  inWarschau
Diplomatische und konsularische Vertretungen in der polnischen Hauptstadt Warschau.

#### Botschaften

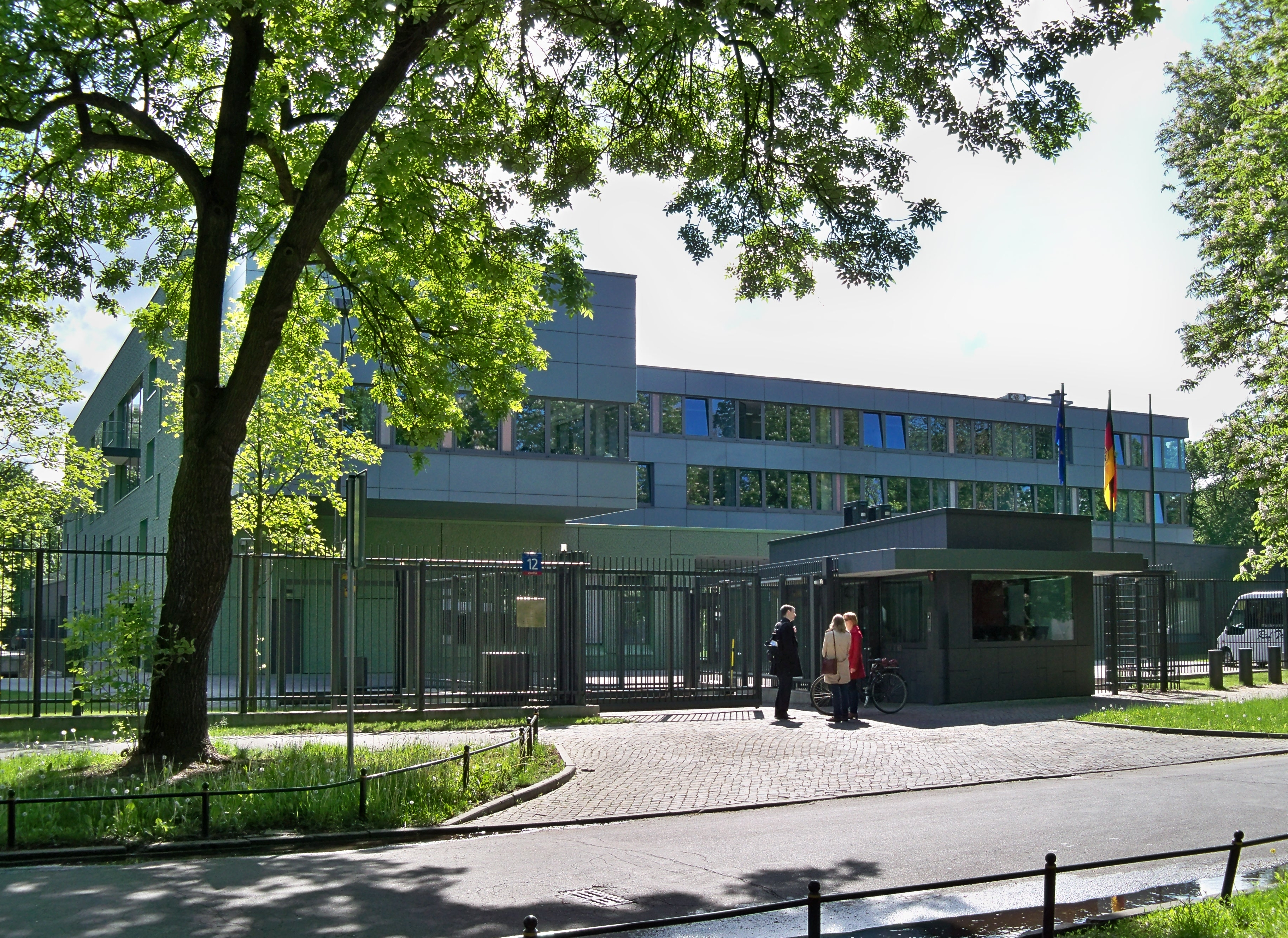
Deutsche Botschaft in Warschau

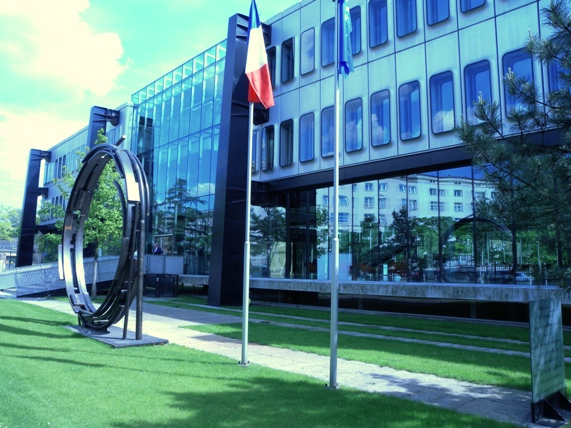
Französische Botschaft in Warschau

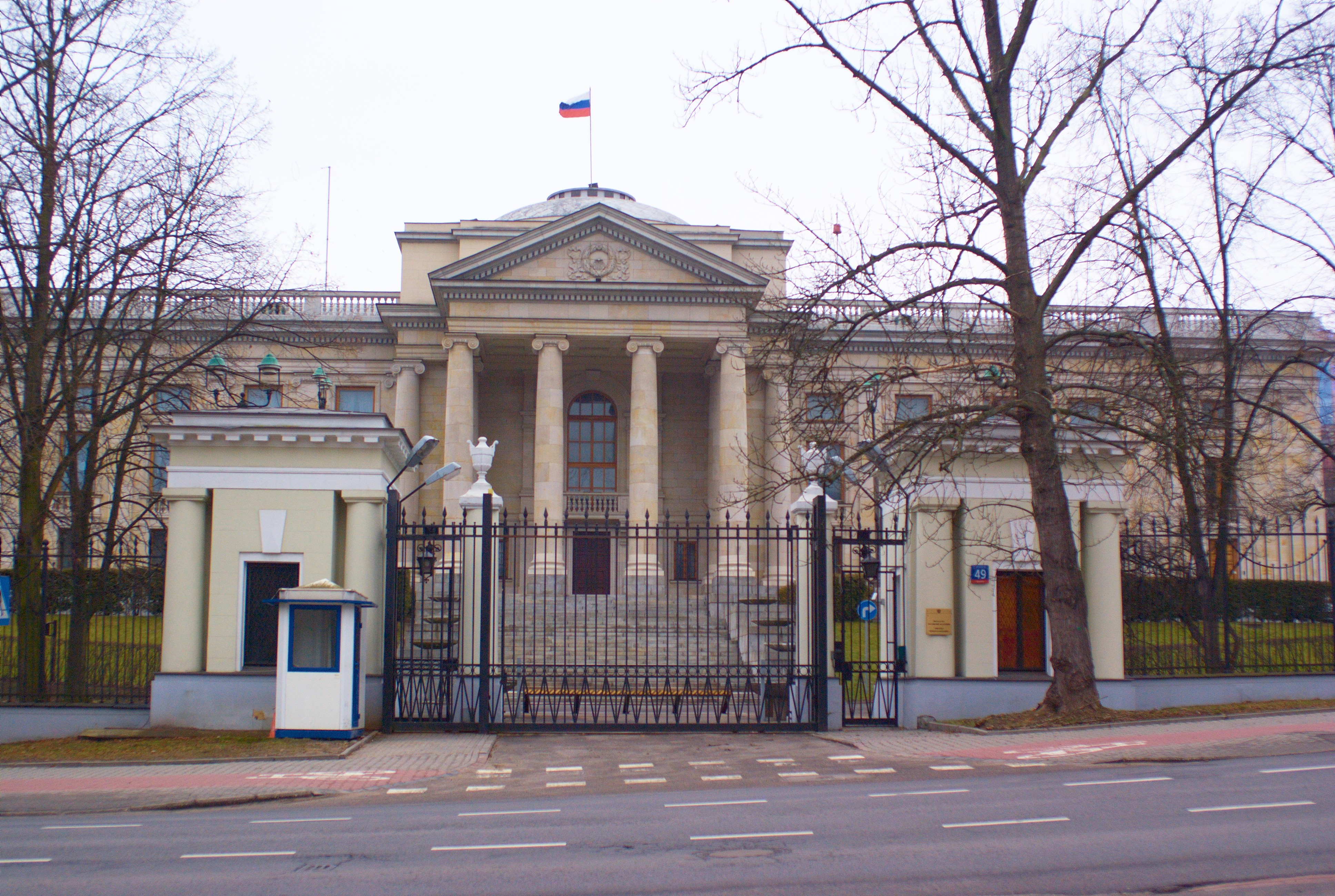
Russische Botschaft in Warschau

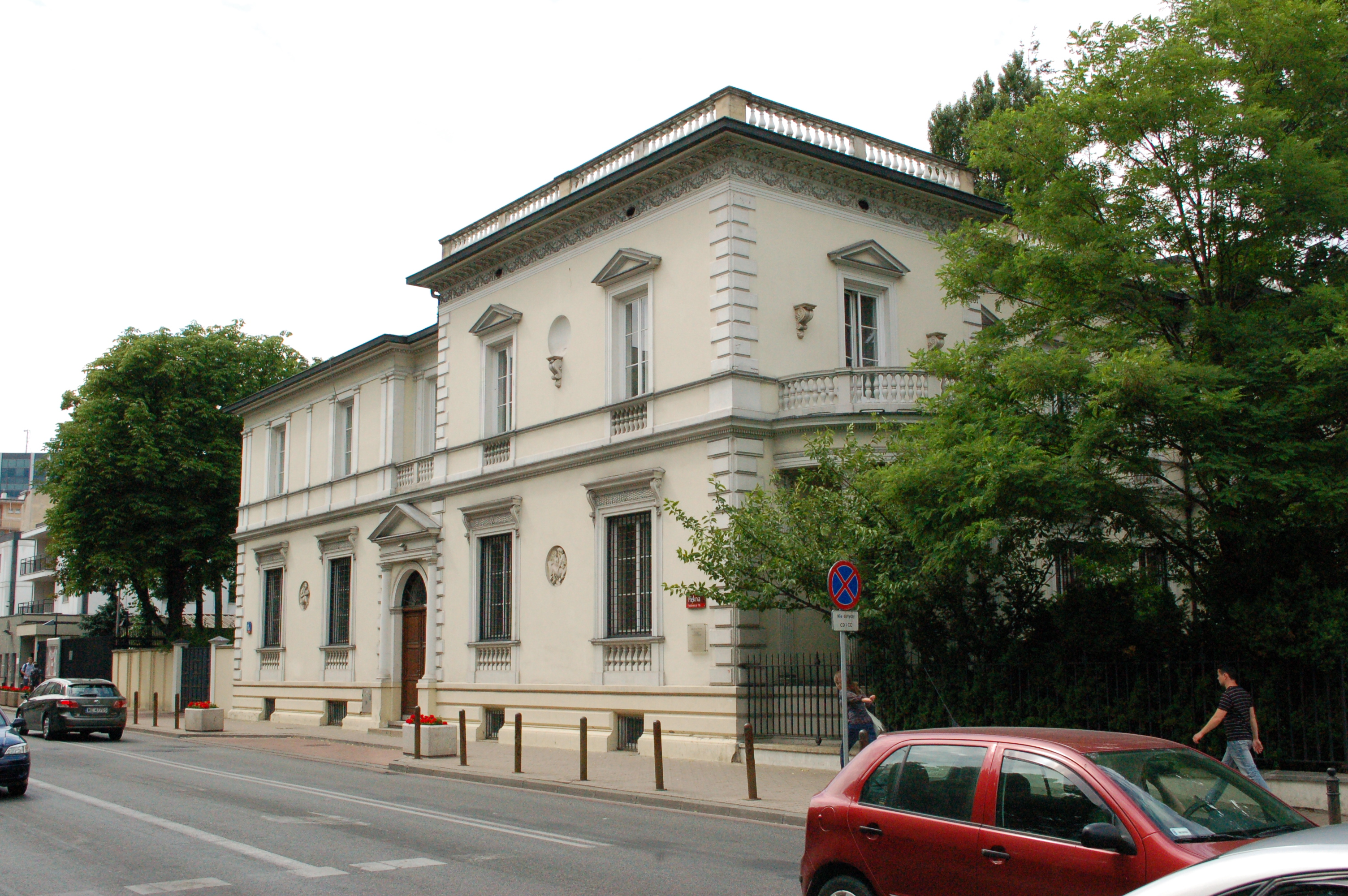
Schweizerische Botschaft in Warschau

| - Afghanistan: Botschaft (→ Liste der Botschafter) - Ägypten: Botschaft (→ Liste der Botschafter) - Albanien: Botschaft - Algerien: Botschaft - Angola: Botschaft - Argentinien: Botschaft (→ Liste der Botschafter) - Armenien: Botschaft - Aserbaidschan: Botschaft - Australien: Botschaft (→ Liste der Botschafter) - Bangladesch: Botschaft - Belarus: Botschaft - Belgien: Botschaft (→ Liste der Botschafter) - Bosnien und Herzegowina: Botschaft - Brasilien: Botschaft (→ Liste der Botschafter) - Bulgarien: Botschaft - Chile: Botschaft (→ Liste der Botschafter) - Volksrepublik China: Botschaft (→ Liste der Botschafter) - Dänemark: Botschaft (→ Liste der Botschafter) - Deutschland: Botschaft (→ Liste der Botschafter) - Estland: Botschaft (→ Liste der Botschafter) - Finnland: Botschaft (→ Liste der Botschafter) - Frankreich: Botschaft (→ Liste der Botschafter) - Georgien: Botschaft - Griechenland: Botschaft (→ Liste der Botschafter) - Indien: Botschaft (→ Liste der Botschafter) - Indonesien: Botschaft - Irak: Botschaft - Iran: Botschaft (→ Liste der Botschafter) - Irland: Botschaft (→ Liste der Botschafter) - Israel: Botschaft (→ Liste der Botschafter) - Italien: Botschaft (→ Liste der Botschafter) | - Japan: Botschaft (→ Liste der Botschafter) - Jemen: Botschaft - Kanada: Botschaft (→ Liste der Botschafter) - Kasachstan: Botschaft - Katar: Botschaft - Kolumbien: Botschaft (→ Liste der Botschafter) - Kongo, Demokratische Republik: Botschaft - Korea, Republik: Botschaft - Korea, Volksrepublik: Botschaft - Kosovo: Botschaft - Kroatien: Botschaft (→ Liste der Botschafter) - Kuba: Botschaft (→ Liste der Botschafter) - Kuwait: Botschaft - Lettland: Botschaft (→ Liste der Botschafter) - Libanon: Botschaft (→ Liste der Botschafter) - Libyen: Botschaft (→ Liste der Botschafter) - Litauen: Botschaft (→ Liste der Botschafter) - Luxemburg: Botschaft (→ Liste der Botschafter) - Malaysia: Botschaft - Malta: Botschaft - Marokko: Botschaft (→ Liste der Botschafter) - Nordmazedonien: Botschaft - Mexiko: Botschaft (→ Liste der Botschafter) - Moldau: Botschaft - Mongolei: Botschaft - Montenegro: Botschaft - Neuseeland: Botschaft - Niederlande: Botschaft (→ Liste der Botschafter) - Nigeria: Botschaft (→ Liste der Botschafter) - Norwegen: Botschaft (→ Liste der Botschafter) - Österreich: Botschaft (→ Liste der Botschafter) | - Pakistan: Botschaft (→ Liste der Botschafter) - Panama: Botschaft - Peru: Botschaft - Philippinen: Botschaft - Portugal: Botschaft (→ Liste der Botschafter) - Rumänien: Botschaft (→ Liste der Botschafter) - Russland: Botschaft (→ Liste der Botschafter) - Saudi-Arabien: Botschaft (→ Liste der Botschafter) - Senegal: Botschaft - Schweden: Botschaft (→ Liste der Botschafter) - Schweiz: Botschaft (→ Liste der Botschafter) - Serbien: Botschaft (→ Liste der Botschafter) - Slowakei: Botschaft - Slowenien: Botschaft - Spanien: Botschaft (→ Liste der Botschafter) - Sri Lanka: Botschaft - Südafrika: Botschaft (→ Liste der Botschafter) - Syrien: Botschaft (→ Liste der Botschafter) - Thailand: Botschaft - Tschechien: Botschaft (→ Liste der Botschafter) - Tunesien: Botschaft - Türkei: Botschaft (→ Liste der Botschafter) - Ukraine: Botschaft (→ Liste der Botschafter) - Ungarn: Botschaft (→ Liste der Botschafter) - Uruguay: Botschaft - Usbekistan: Botschaft - Venezuela: Botschaft (→ Liste der Botschafter) - Vereinigte Arabische Emirate: Botschaft (→ Liste der Botschafter) - Vereinigte Staaten: Botschaft (→ Liste der Botschafter) - Vereinigtes Königreich: Botschaft (→ Liste der Botschafter) - Vietnam: Botschaft - Zypern: Botschaft |

#### Vertretungen internationaler Organisationen
- Europäische Kommission: Vertretung
- Heiliger Stuhl: Apostolische Nuntiatur (→ Apostolischer Nuntius)
- Malteserorden: Vertretung

#### Sonstige Vertretungen
- China, Republik: Vertretung
- Palästina: Vertretung

#### Generalkonsulate
Staaten, welche in der polnischen Hauptstadt neben oder anstelle ihren jeweiligen Botschaften auch separate Generalkonsulate für konsularische Dienste unterhalten.
- Russland: Generalkonsulat
- San Marino: Generalkonsulat

## Konsularische Vertretungen nach Woiwodschaft
Mit jeweils sieben bzw. fünf der insgesamt 22 Konsulate in Polen, sind Krakau und Danzig (neben Warschau) die zwei größten Konsularstandorte in Polen (nur Berufskonsulate, ohne Honorarkonsulate).

### Konsularische Vertretungen in derWoiwodschaft Großpolen
Konsularische Vertretungen in der Woiwodschaft Großpolen (ohne Honorarkonsulate).
- Russland: Posen, Generalkonsulat

### Konsularische Vertretungen in derWoiwodschaft Kleinpolen
Konsularische Vertretungen in der Woiwodschaft Kleinpolen (ohne Honorarkonsulate).

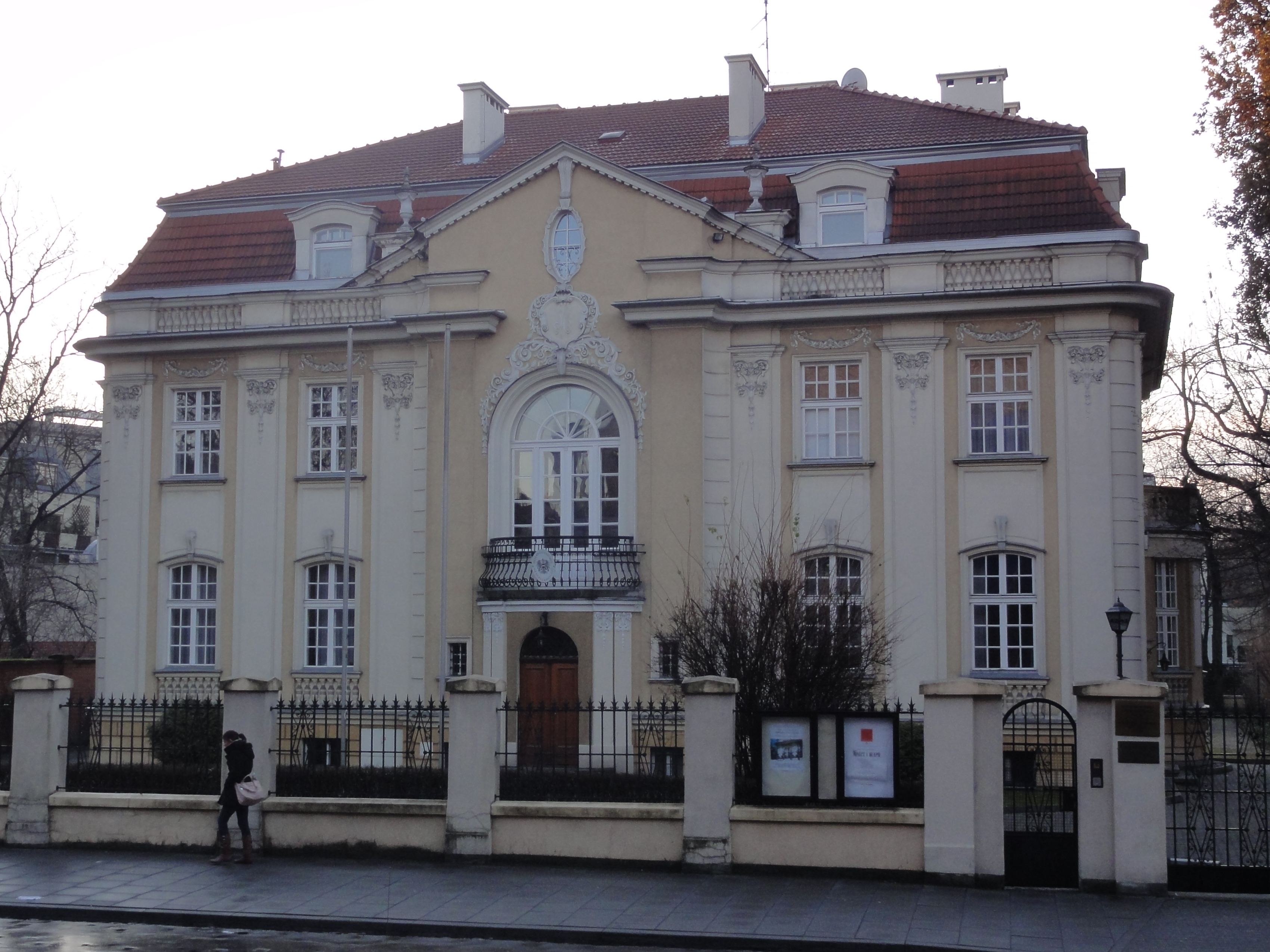
Österreichisches Generalkonsulat in Krakau

| - Deutschland: Krakau, Generalkonsulat - Frankreich: Krakau, Generalkonsulat - Österreich: Krakau, Generalkonsulat - Russland: Krakau, Generalkonsulat | - Slowakei: Krakau, Generalkonsulat - Ukraine: Krakau, Generalkonsulat - Vereinigte Staaten: Krakau, Generalkonsulat |

### Konsularische Vertretungen in derWoiwodschaft Lublin
Konsularische Vertretungen in der Woiwodschaft Lublin (ohne Honorarkonsulate).
- Belarus: Biała Podlaska, Konsulat
- Ukraine: Lublin, Generalkonsulat

### Konsularische Vertretungen in derWoiwodschaft Niederschlesien
Konsularische Vertretungen in der Woiwodschaft Niederschlesien (ohne Honorarkonsulate).
- Deutschland: Breslau, Generalkonsulat[2]

### Konsularische Vertretungen in derWoiwodschaft Oppeln
Konsularische Vertretungen in der Woiwodschaft Oppeln (ohne Honorarkonsulate).
- Deutschland: Oppeln, Konsulat[2]

### Konsularische Vertretungen in derWoiwodschaft Podlachien
Konsularische Vertretungen in der Woiwodschaft Podlachien (ohne Honorarkonsulate).
- Belarus: Białystok, Generalkonsulat
- Litauen: Sejny, Konsulat

### Konsularische Vertretungen in derWoiwodschaft Pommern

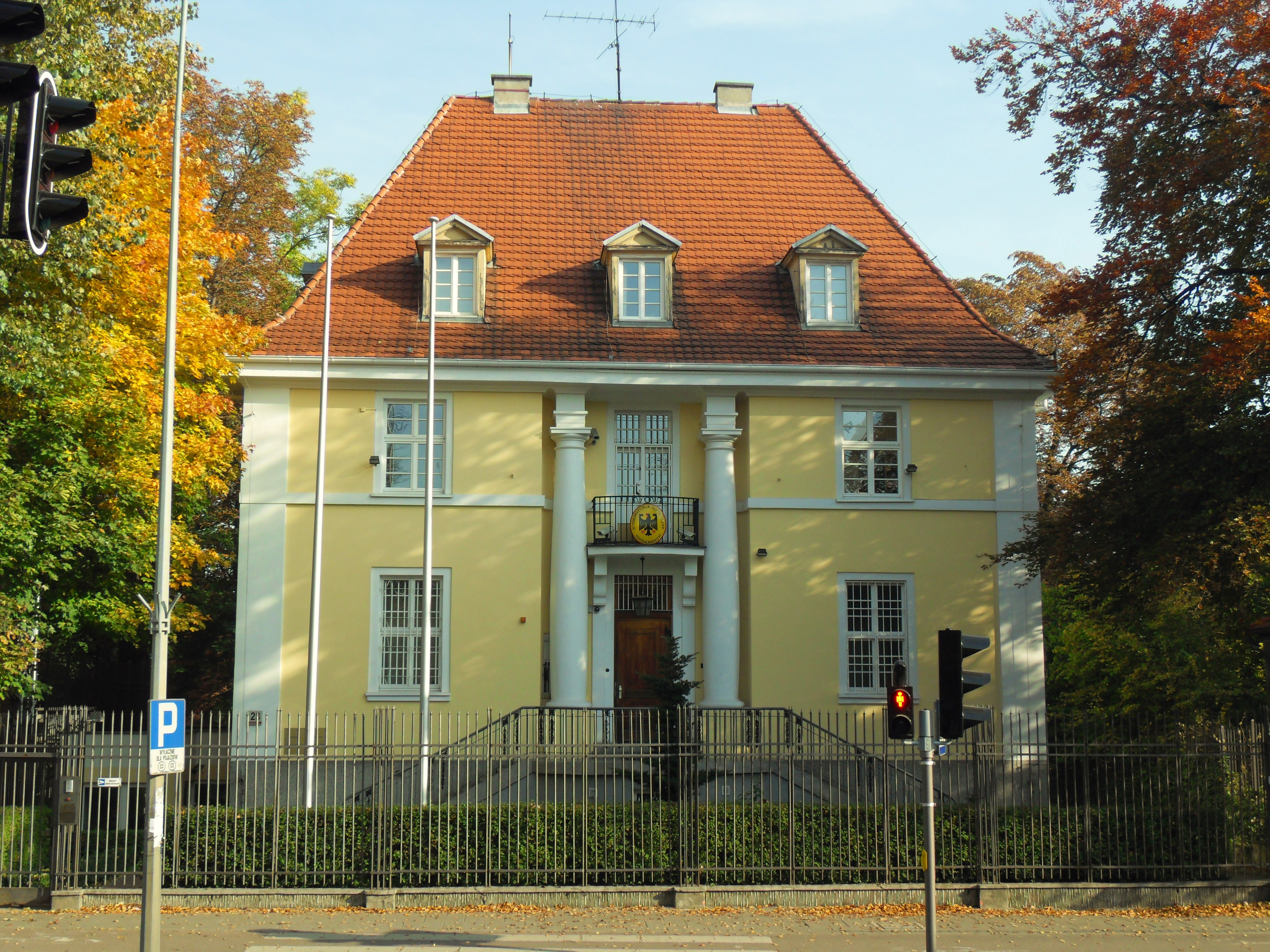
Deutsches Generalkonsulat in Danzig

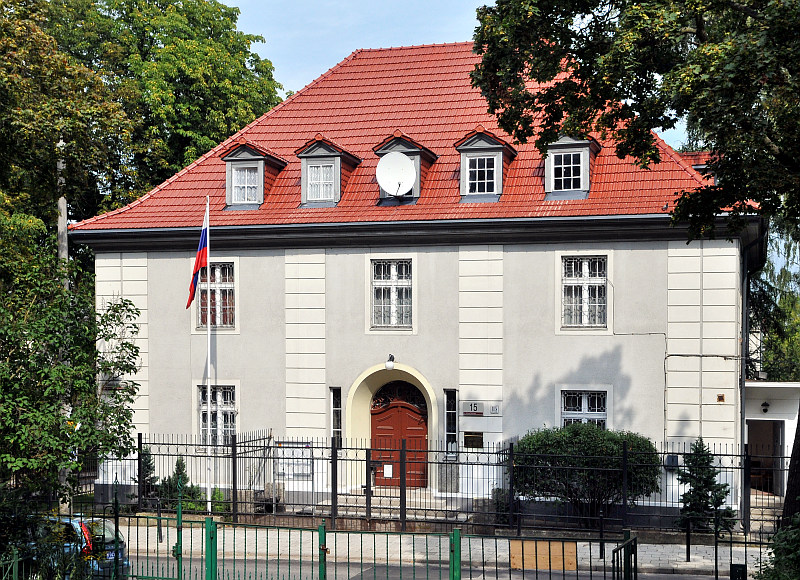
Russisches Generalkonsulat in Danzig

Konsularische Vertretungen in der Woiwodschaft Pommern (ohne Honorarkonsulate).
| - Belarus: Danzig, Generalkonsulat - Volksrepublik China: Danzig, Generalkonsulat - Deutschland: Danzig, Generalkonsulat | - Russland: Danzig, Generalkonsulat - Ukraine: Danzig, Generalkonsulat |

### Konsularische Vertretungen in derWoiwodschaft Schlesien
Konsularische Vertretungen in der Woiwodschaft Schlesien (ohne Honorarkonsulate).
- Tschechien: Katowice, Konsulat

## Akkreditierte Botschaften im Ausland

### Europa

#### Berlin
| - Äquatorialguinea: Botschaft - Äthiopien: Botschaft - Bahrain: Botschaft - Benin: Botschaft - Bolivien: Botschaft (→ Liste der Botschafter) - Botswana: Botschaft - Brunei: Botschaft - Burkina Faso: Botschaft - Tschad: Botschaft - Elfenbeinküste: Botschaft - El Salvador: Botschaft - Eritrea: Botschaft - Guatemala: Botschaft - Guinea: Botschaft - Haiti: Botschaft | - Honduras: Botschaft (→ Liste der Botschafter) - Island: Botschaft - Jamaika: Botschaft (→ Liste der Botschafter) - Jordanien: Botschaft - Kirgisistan: Botschaft - Kambodscha: Botschaft - Kap Verde: Botschaft - Kongo, Republik: Botschaft - Laos: Botschaft - Lesotho: Botschaft - Malediven: Botschaft - Malawi: Botschaft - Mali: Botschaft - Mauretanien: Botschaft - Monaco: Botschaft | - Myanmar: Botschaft - Nicaragua: Botschaft - Namibia: Botschaft (→ Liste der Botschafter) - Nepal: Botschaft - Niger: Botschaft - Oman: Botschaft (→ Liste der Botschafter) - Ruanda: Botschaft - Sambia: Botschaft - Simbabwe: Botschaft - Sudan: Botschaft - Tadschikistan: Botschaft - Tansania: Botschaft - Togo: Botschaft - Turkmenistan: Botschaft - Uganda: Botschaft |

#### Brüssel
| - Dominikanische Republik: Botschaft - Dominica: Botschaft - Gambia: Botschaft (→ Liste der Botschafter) | - Grenada: Botschaft - Osttimor: Botschaft - Papua-Neuguinea: Botschaft |

#### Andere Standorte
| - Barbados: Botschaft, London - Burundi: Botschaft, Moskau - Costa Rica: Botschaft, Bern - Zentralafrikanische Republik: Botschaft, Paris - Ghana: Botschaft, Rom/Vatikan | - Guinea-Bissau: Botschaft, Moskau - Guyana: Botschaft, London - Kamerun: Botschaft, Moskau - Kenia: Botschaft, Rom | - Liechtenstein: Botschaft, Bern - Madagaskar: Botschaft, Moskau - Sierra Leone: Botschaft, Moskau - San Marino: Botschaft, San Marino |

### Übersee
- St. Vincent und die Grenadinen: Botschaft, New York
- Föderierte Staaten von Mikronesien: Botschaft, New York
- Nauru: Botschaft, New York
- Marshallinseln: Botschaft, New York
- Kiribati: Botschaft, New York